# Diphrontis tigrina
Diphrontis tigrina är en skalbaggsart som beskrevs av Ernst Gustav Kraatz 1888. Diphrontis tigrina ingår i släktet Diphrontis och familjen Cetoniidae. Inga underarter finns listade i Catalogue of Life.